# Русско-Полянские Выселки
Русско-Полянские Выселки — деревня Краснослободского района Республики Мордовия в составе Красноподгорного сельского поселения. 

## География
Находится на расстоянии примерно 11 километров по прямой на северо-запад от районного центра города Краснослободск.

## Население
Постоянное население составляло 69 человек (русские 83%) в 2002 году, 59 в 2010 году .